# Melsztyńscy herbu Leliwa

Leliwa - herb rodu Melsztyńskich.

Melsztyńscy herbu Leliwa – polski ród magnacki, gałąź Tarnowskich, których nazwisko pochodzi od ich głównej siedziby w miejscowości Melsztyn.
Spycimir z Tarnowa miał dwóch synów: Jana z Melsztyna i Rafała z Tarnowa. Od pierwszego z nich wywodzi się ród Melsztyńskich, Rafał zaś był założycielem rodu Tarnowskich. Za czasów panowania Kazimierza III Wielkiego panowie z Melsztyna należeli do najmożniejszych i najbardziej wpływowych rodów w królestwie. Ich pozycja wzrosła jeszcze bardziej za panowania Andegawenów i Władysława II Jagiełły. Swoje znaczenie w Polsce ród zawdzięczał związkom z Piastami i Jagiełłą. Jadwiga z Melsztyna była matką chrzestną króla, zaś jej córka Elżbieta z Pilczy trzecią żoną Jagiełły. Ponadto, dwie córki wojewody krakowskiego Spytka z Melsztyna wyszły za mąż za Piastów: Katarzyna za Janusza Młodszego z Piastów mazowieckich, Jadwiga zaś została żoną księcia niemodlińskiego Bernarda. Ich ojciec Spytko II był wówczas najbogatszym człowiekiem w państwie. Posiadał lub dzierżawił 16 zamków w Melsztynie, Książu, Rabsztynie, Lanckoronie i Kamieńcu Podolskim. 
Wkrótce jednak Melsztyńcy utracili wpływy w wyniku wzniecenia prohusyckiej konfederacji pod wodzą syna i imiennika Spytka z Melsztyna Spytka, która zakończyła się klęską w 1439 pod Grotnikami i śmiercią wodza konfederatów. Na przełomie XV i XVI wieku nastąpił nagły upadek rodu Melsztyńskich. W 1511 rodzina była zmuszona do sprzedaży Melsztyna, będącego ich gniazdem rodowym. Ostatni przedstawiciel rodu Melsztyńskich herbu Leliwa - Jan Melsztyński (syn Wincentego) zmarł w biedzie i zapomnieniu w klasztorze bernardynów w Tarnowie, prawdopodobnie w 1540.
Pochwałę Spytka oraz całego rodu zawiera łaciński wiersz z XV w. Spythko, tua virtus meritis coniuncta priori.

## Najsłynniejsi przedstawiciele rodu
- Jan z Melsztyna
- Spycimir Leliwita
- Spytek Melsztyński (zm. 1399)
- Spytek Melsztyński (1398–1439)
- Spytek Melsztyński (zm. ok. 1503)

### Wywód pokoleń[2]
| Rodzice założyciela linii             | Spycimir „Spytek” z Tarnowa, Dębna, Piasku, Melsztyna ur. 1275, zm. 1354; ∞ Stanisława z Bogoryi i Skotnik h. bogorya                                                | Spycimir „Spytek” z Tarnowa, Dębna, Piasku, Melsztyna ur. 1275, zm. 1354; ∞ Stanisława z Bogoryi i Skotnik h. bogorya | Spycimir „Spytek” z Tarnowa, Dębna, Piasku, Melsztyna ur. 1275, zm. 1354; ∞ Stanisława z Bogoryi i Skotnik h. bogorya | Spycimir „Spytek” z Tarnowa, Dębna, Piasku, Melsztyna ur. 1275, zm. 1354; ∞ Stanisława z Bogoryi i Skotnik h. bogorya | Spycimir „Spytek” z Tarnowa, Dębna, Piasku, Melsztyna ur. 1275, zm. 1354; ∞ Stanisława z Bogoryi i Skotnik h. bogorya | Spycimir „Spytek” z Tarnowa, Dębna, Piasku, Melsztyna ur. 1275, zm. 1354; ∞ Stanisława z Bogoryi i Skotnik h. bogorya |
| I pokolenie Melsztyńscy i Tarnowscy   | Jan z Melsztyna, Książa Ur. 1314, zm. między 9 V 1380 a 20 III 1381 ∞ 1331 Zofia c. Adama z Książa.                                                                  | Rafał z Tarnowa ur. 1320, zm. 1372-1373                                                                               | Czuchna z Tarnowa | Nieustęp z Tarnowa | Pakosław z Tarnowa | Wojciech z Tarnowa |
| 2 pokolenie Melsztyńskich i Tarnowscy | Spytko II z Melsztyna ur. ok. 1332, zm. 12 VIII 1399 w bitwie pod Worsklą; właściciel Melsztyna i Rabsztyna; ∞ przed13 V 1390 Elżbieta „Węgierka”, c. Emeryka Bebeka | Tarnowscy, a w 3 pokoleniu również Jarosławscy                                                                        | Tarnowscy, a w 3 pokoleniu również Jarosławscy                                                                        | Tarnowscy, a w 3 pokoleniu również Jarosławscy                                                                        | Tarnowscy, a w 3 pokoleniu również Jarosławscy                                                                        | Tarnowscy, a w 3 pokoleniu również Jarosławscy                                                                        |

| 2 pokolenie Melsztyńskich | Spytko II z Melsztyna ur. ok. 1332, zm. 12 VIII 1399 w bitwie pod Worsklą; właściciel Melsztyna i Rabsztyna; ∞ przed13 V 1390 Elżbieta „Węgierka”, c. Emeryka Bebeka\|- | Spytko II z Melsztyna ur. ok. 1332, zm. 12 VIII 1399 w bitwie pod Worsklą; właściciel Melsztyna i Rabsztyna; ∞ przed13 V 1390 Elżbieta „Węgierka”, c. Emeryka Bebeka\|- | Spytko II z Melsztyna ur. ok. 1332, zm. 12 VIII 1399 w bitwie pod Worsklą; właściciel Melsztyna i Rabsztyna; ∞ przed13 V 1390 Elżbieta „Węgierka”, c. Emeryka Bebeka\|-              | Spytko II z Melsztyna ur. ok. 1332, zm. 12 VIII 1399 w bitwie pod Worsklą; właściciel Melsztyna i Rabsztyna; ∞ przed13 V 1390 Elżbieta „Węgierka”, c. Emeryka Bebeka\|- | Spytko II z Melsztyna ur. ok. 1332, zm. 12 VIII 1399 w bitwie pod Worsklą; właściciel Melsztyna i Rabsztyna; ∞ przed13 V 1390 Elżbieta „Węgierka”, c. Emeryka Bebeka\|- |
| 3 pokolenie Melsztyńskich | Dorota z Melsztyna ur. przed 1390; zm. 1426. | Jadwiga z Melsztyna ur. 1391, zm. ok. 1425; ∞ 1407 Bernard na Niemodlinie.                                                                                              | Katarzyna z Melsztyna ur. przed 1392, zm. 23 III 1465; ∞ I° przed 19 III 1408 Janusz Młodszy Mazowiecki(przed 1383-1422), II° przed 2 X 1423 Mikołaj z Kurozwęk i Michałowa h. poraj | Jan z Melsztyna Rabsztyna ur. 1396, zm. przed 9 III 1429 w Budzie na Węgrzech; właściciel Rabsztyna; ∞ 11 XII 1424 Anna (ur. 1405, zm. po 11 XII 1431).                 | Spytko III z Melsztyna ur. 1398, zm. 4 V 1439 Grotniki; Właściciel Melsztyna; ∞ 1426 Beatrycze c. Dobrogosta z Szamotuł z h. Nałęcz.                                    |

| 3 pokolenie Melsztyńskich | Spytko III z Melsztyna ur. 1398, zm. 4 V 1439 Grotniki; Właściciel Melsztyna; ∞ 1426 Beatrycze c. Dobrogosta z Szamotuł z h. Nałęcz. | Spytko III z Melsztyna ur. 1398, zm. 4 V 1439 Grotniki; Właściciel Melsztyna; ∞ 1426 Beatrycze c. Dobrogosta z Szamotuł z h. Nałęcz.                                     | Spytko III z Melsztyna ur. 1398, zm. 4 V 1439 Grotniki; Właściciel Melsztyna; ∞ 1426 Beatrycze c. Dobrogosta z Szamotuł z h. Nałęcz. | Spytko III z Melsztyna ur. 1398, zm. 4 V 1439 Grotniki; Właściciel Melsztyna; ∞ 1426 Beatrycze c. Dobrogosta z Szamotuł z h. Nałęcz. | Spytko III z Melsztyna ur. 1398, zm. 4 V 1439 Grotniki; Właściciel Melsztyna; ∞ 1426 Beatrycze c. Dobrogosta z Szamotuł z h. Nałęcz. |
| 4 pokolenie Melsztyńskich | Jadwiga z Melsztyna (Książa) ur. 1425, zm. po 5 V 1449; ∞ między 2 X 1441 a 22 XI 1441 Andrzej z Tęczyna h. topór (z Rabsztyna).     | Spytek Melsztyński (zm. ok. 1503) ur. 1423, zm. między 30 I 1503 a 16 I 1504; właściciel Melsztyna; ∞ przed 16 V 1463 Katarzyna z Girzyc h. gozdawa.(zm. po 19 VI 1504). | Dorota z Melsztyna ur. 1425, zm. po 1496; ∞ przed 25 VIII 1445 Michał z Łasotek Łasocki h.dołęga                                     | Jan z Melsztyna ur. 1427, zm. między 1468 a 1470 w Tarnowie.                                                                         | |

Dzieci Spytka z Melsztyna
| 4 pokolenie Melsztyńskich | Spytek Melsztyński (zm. ok. 1503) ur. 1423, zm. między 30 I 1503 a 16 I 1504; właściciel Melsztyna; ∞ przed 16 V 1463 Katarzyna z Girzyc h. gozdawa.(zm. po 19 VI 1504). | Spytek Melsztyński (zm. ok. 1503) ur. 1423, zm. między 30 I 1503 a 16 I 1504; właściciel Melsztyna; ∞ przed 16 V 1463 Katarzyna z Girzyc h. gozdawa.(zm. po 19 VI 1504).                           | Spytek Melsztyński (zm. ok. 1503) ur. 1423, zm. między 30 I 1503 a 16 I 1504; właściciel Melsztyna; ∞ przed 16 V 1463 Katarzyna z Girzyc h. gozdawa.(zm. po 19 VI 1504). | Spytek Melsztyński (zm. ok. 1503) ur. 1423, zm. między 30 I 1503 a 16 I 1504; właściciel Melsztyna; ∞ przed 16 V 1463 Katarzyna z Girzyc h. gozdawa.(zm. po 19 VI 1504). | Spytek Melsztyński (zm. ok. 1503) ur. 1423, zm. między 30 I 1503 a 16 I 1504; właściciel Melsztyna; ∞ przed 16 V 1463 Katarzyna z Girzyc h. gozdawa.(zm. po 19 VI 1504). | Spytek Melsztyński (zm. ok. 1503) ur. 1423, zm. między 30 I 1503 a 16 I 1504; właściciel Melsztyna; ∞ przed 16 V 1463 Katarzyna z Girzyc h. gozdawa.(zm. po 19 VI 1504). | Spytek Melsztyński (zm. ok. 1503) ur. 1423, zm. między 30 I 1503 a 16 I 1504; właściciel Melsztyna; ∞ przed 16 V 1463 Katarzyna z Girzyc h. gozdawa.(zm. po 19 VI 1504). | Spytek Melsztyński (zm. ok. 1503) ur. 1423, zm. między 30 I 1503 a 16 I 1504; właściciel Melsztyna; ∞ przed 16 V 1463 Katarzyna z Girzyc h. gozdawa.(zm. po 19 VI 1504). |
| 5 pokolenie Melsztyńskich | Jan z Melsztyna ur. ok. 1463, zm. przed 17 VII 1517 ∞ przed 18 XI 1510 Agnieszka(ok. 1463-1517) c. Pawła Czernego z Witowic.                                             | Wincenty z Melsztyna ur. 1464, zm. przed 22 VII 1538; ∞ I°Poliksena Wojciechowska (rozwód ok. 1506 ), II° Katarzyna Farurejówna, c. Piotra z Ossowicy, III° przed 26 I 1511 Zofia Kot z Przybinic. | Beata z Melsztyna ur. 1468, zm. po 19 X 1538. | Katarzyna z Melsztyna ur. 1469, zm. między 31 III 1518 a 28 VIII 1523 | Anna z Melsztyna ur. 1476, zm. po 10 IV 1521; ∞ przed 24 III 1510 Mikołaj Kamieniecki h. pilawa, przed 11 III 1517 Adam z Radzimic.                                      | Stanisław z Melsztyna | Rafał z Melsztyna | Mikołaj z Melsztyna |

Dzieci Wincentego z Melsztyna
| 5 pokolenie Melsztyńskich | Wincenty z Melsztyna ur. 1464, zm. przed 22 VII 1538; ∞ I° Poliksena Wojciechowska (rozwód ok. 1506 ), II° Katarzyna Farurejówna, c. Piotra z Ossowicy, III° przed 26 I 1511 Zofia Kot z Przybinic. | Wincenty z Melsztyna ur. 1464, zm. przed 22 VII 1538; ∞ I° Poliksena Wojciechowska (rozwód ok. 1506 ), II° Katarzyna Farurejówna, c. Piotra z Ossowicy, III° przed 26 I 1511 Zofia Kot z Przybinic. |
| 6 pokolenie Melsztyńskich | Jan z Melsztyna (z III°) ur. 1514, zm. ok. 1540 | Anna z Melsztyna (z III°) ur. ok. 1517, zm. przed 22 II 1538; ∞ Benedykt Winarski z Grodny |